# Museo delle armi Luigi Marzoli
Il Museo delle armi Luigi Marzoli, che si trova nel Mastio Visconteo del Castello di Brescia, espone raccolte di armi antiche d'Europa.
Questa raccolta è il frutto del lascito testamentario del 26 gennaio 1965, con cui l'imprenditore Luigi Marzoli di Palazzolo sull'Oglio legò al comune di Brescia la propria collezione privata di armi antiche, raccolte in un cinquantennio di ricerche. La collezione è una di quelle rammentate da Douglas Cooper nel suo volume del 1963, Great private Collections, accanto alle raccolte dei Rotschild e di sir Denis Mahon.
Inaugurata nel 1988 su allestimento di Carlo Scarpa e Francesco Rovetta, opera completamente postuma. 580 pezzi (parte dei 1090 pezzi del lascito di Luigi Marzoli). Al nucleo portante della raccolta si aggiungono inoltre altri 300 pezzi appartenenti alle Civiche raccolte, specialmente armi da fuoco del XIX secolo. Dieci le sale espositive.

## Il Palazzo Duranti-Marzoli

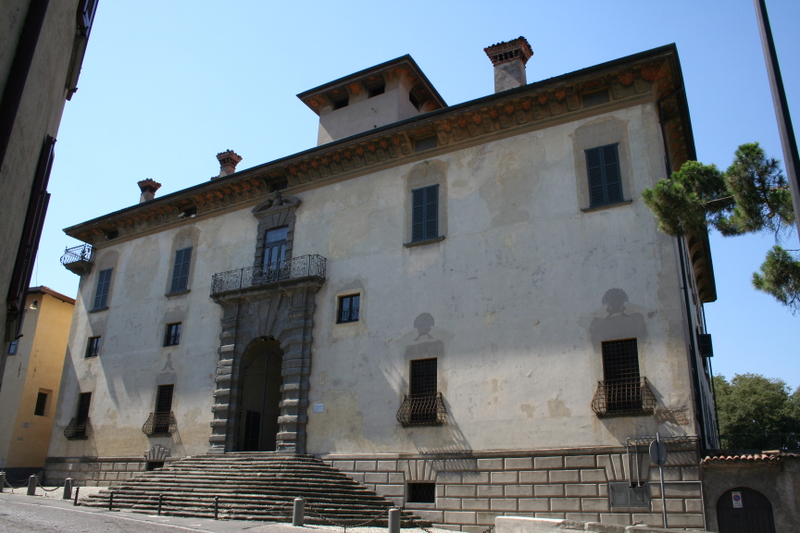
Palazzo Duranti-Marzoli

Il Palazzo Duranti-Marzoli è una costruzione rinascimentale a due piani del XVI secolo, già dimora dei conti Duranti e acquisito nel 1920 dall'imprenditore Luigi Marzoli.
L'edificio ha una struttura architettonica costituita da due corpi di fabbrica uniti ortogonalmente a L sull'angolo di Nord-Ovest e che racchiudono, con il portico delimitato da colonne di pietra di Sarnico, un delizioso giardino.

Dal portico si accede al piano terra in cui si trovano il salone e la sala, entrambi con affreschi del 1770-1780. In questi e in altri locali del piano terra sono esposte le armi della collezione.

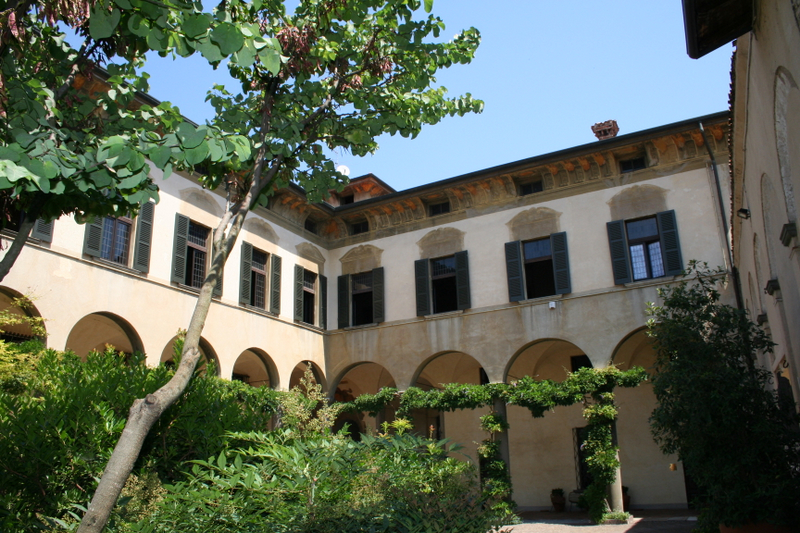
Portico del palazzo Duranti-Marzoli

Nella facciata esterna a ovest sono conficcati due proiettili esito di un cannoneggiamento del 1705 tra le truppe francesi e austriache in occasione della guerra di successione spagnola.
La facciata esterna, sulla strada regia che collega Brescia con Bergamo e Milano è fornito di un portale d'accesso in arenaria grigia di Sarnico sormontato da un balcone delimitato da una cornice dello stesso materiale e stile del portale. L'apertura del balcone è coronata da un timpano spezzato.

## Le esposizioni
Le armi sono state sistemate in locali del Mastio del Castello di Brescia.
Una selezione è esposta nel palazzo cinquecentesco Duranti-Marzoli di Palazzolo sull'Oglio, di proprietà della famiglia Marzoli, dove è nata la collezione.

### Le armi
Sono armi costruite nel periodo che va dal XV al XVII secolo per le quelle bianche e fino al XVIII per quelle da fuoco, espressione della capacità e abilità di artigiani prevalentemente lombardi.
L'esposizione è costituita da armature e parti di armature, a carattere prevalentemente difensivo, del XV-XVII secolo, di armi bianche corte e lunghe da pugno e in asta del XV-XVII secolo e di armi da fuoco corte e lunghe ivi compresi 15 cannoni del XV-XVIII secolo.
Dalla funzione difensiva, sono esposti spadoni, spade, stocchi, pugnali e mazze chiaramente offensivi.
Sono presenti armature complete da cavaliere, sia da guerra che da parata.
Numerose le armi offensive corte tra cui si distinguono per originalità gli spadoni a due mani, e le cinquedee, specie di spade corte e larghe. A queste si affianca una serie di armi in asta, quali falcioni e alabarde di varia forma e tipologia, alcune artisticamente incise.
Le armi da fuoco seicentesche con accensione a focile sono rappresentate sia nella versione corta che lunga, quali pistoletti, pistole, terzette, mazzagatti per la prima e archibugi, carabine, schioppi, trombini e fucili per la seconda.
Nella produzione di armi da fuoco eccelsero, per quanto riguarda l'Italia, gli artigiani bresciani della Valtrompia, particolarmente del distretto di Gardone Val Trompia, dove la disponibilità delle materie prime, dell'acqua necessaria per il funzionamento delle macchine idrauliche unita a una capacità tecnica affinata in secoli di produzione armiera resero possibile una tradizione.

## Galleria d'immagini

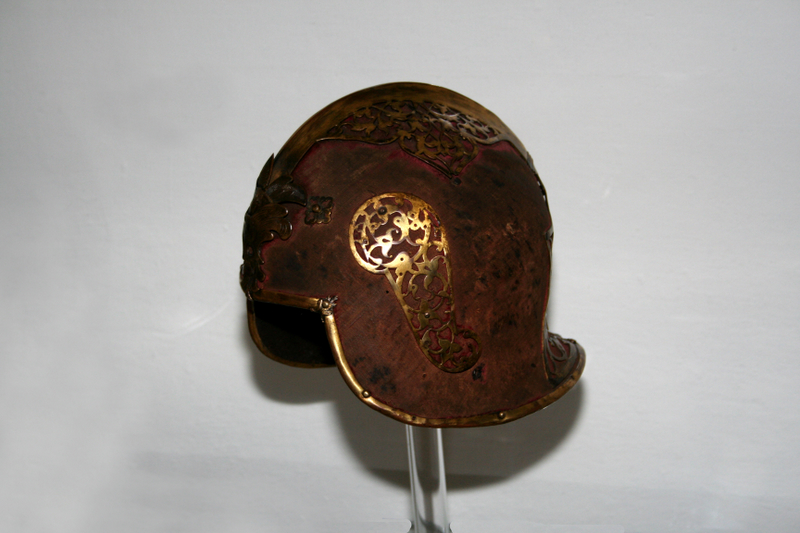
Celata da parata
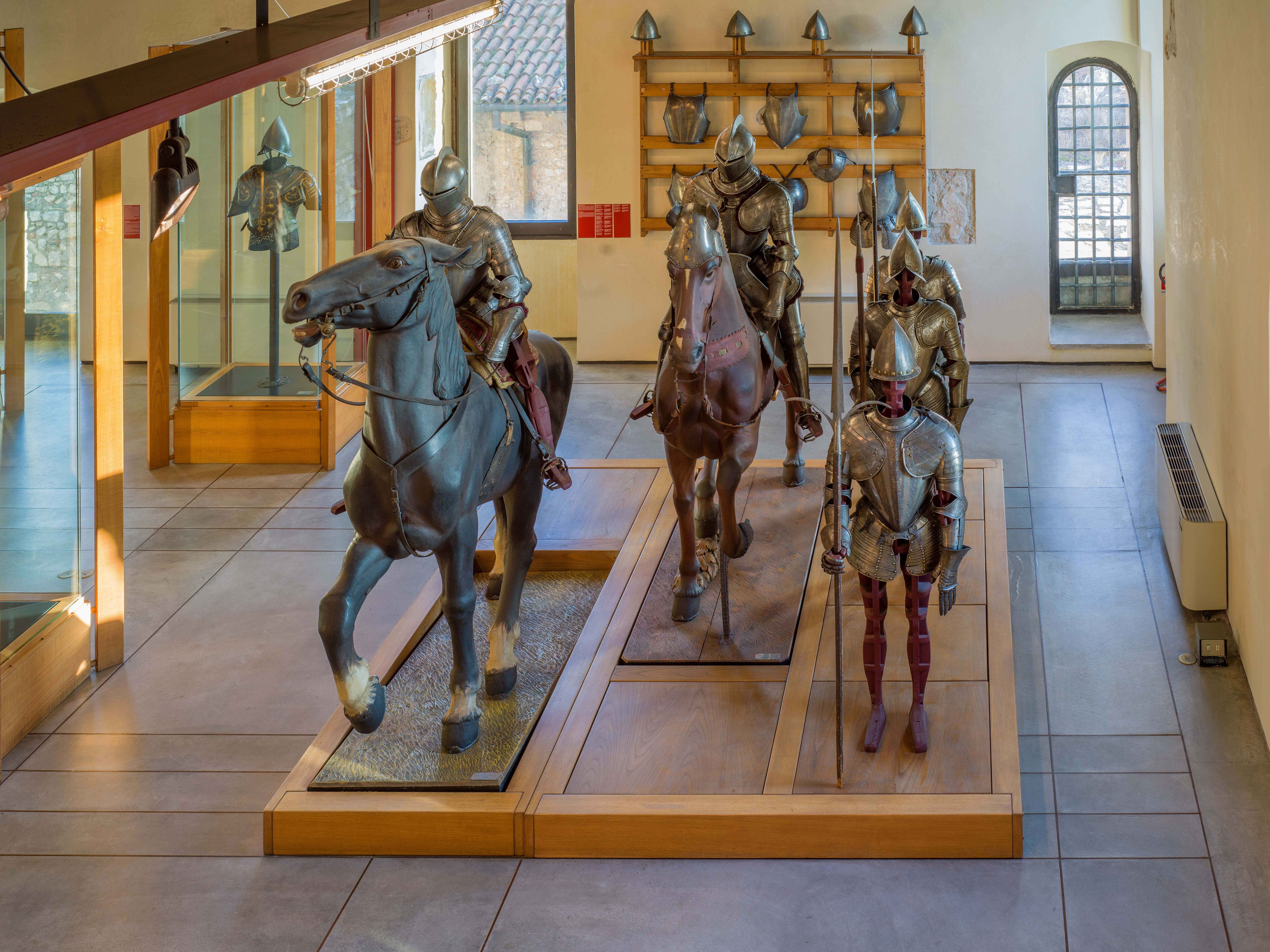
Armature da cavallo
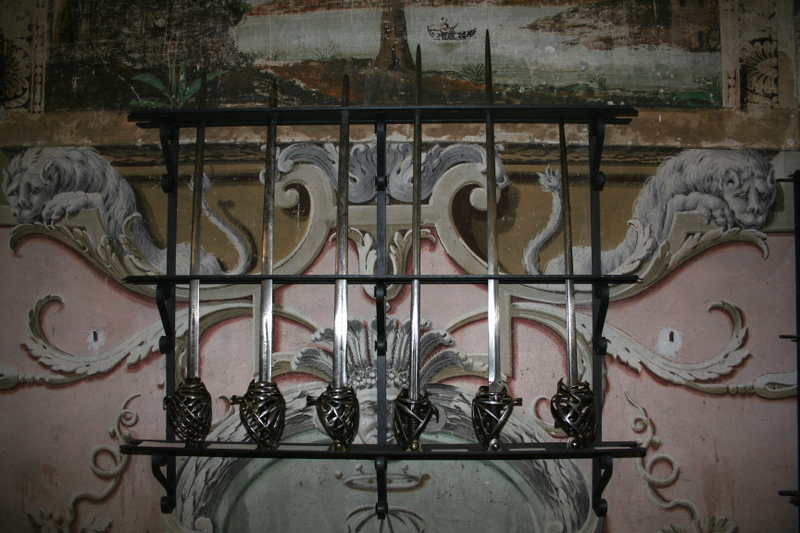
Serie di spade, XV-XVII sec.
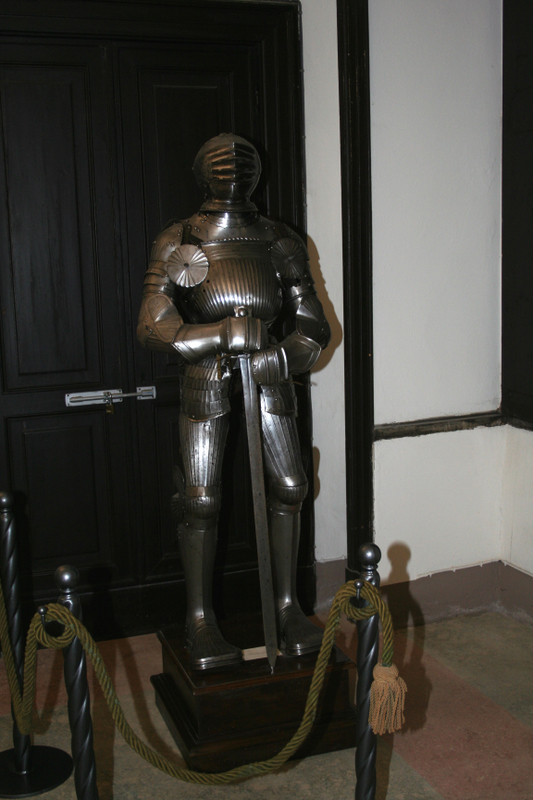
Armatura, XVI sec.
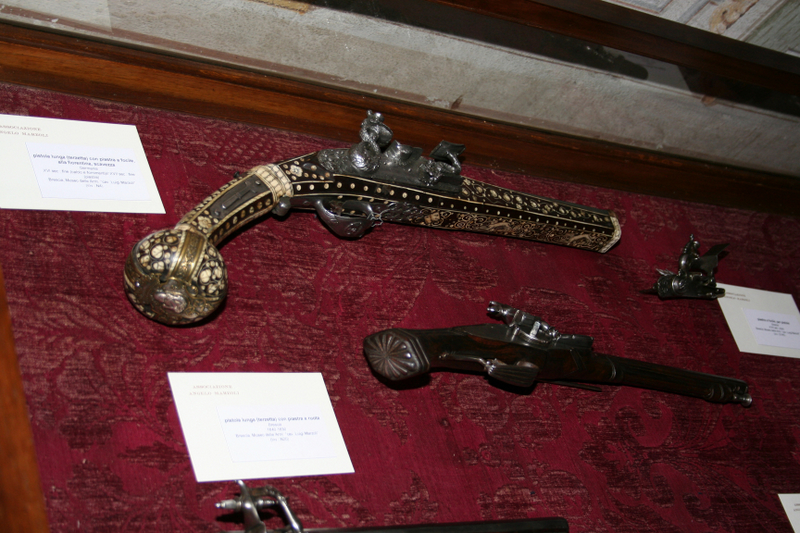
Pistole, a focile e a ruota
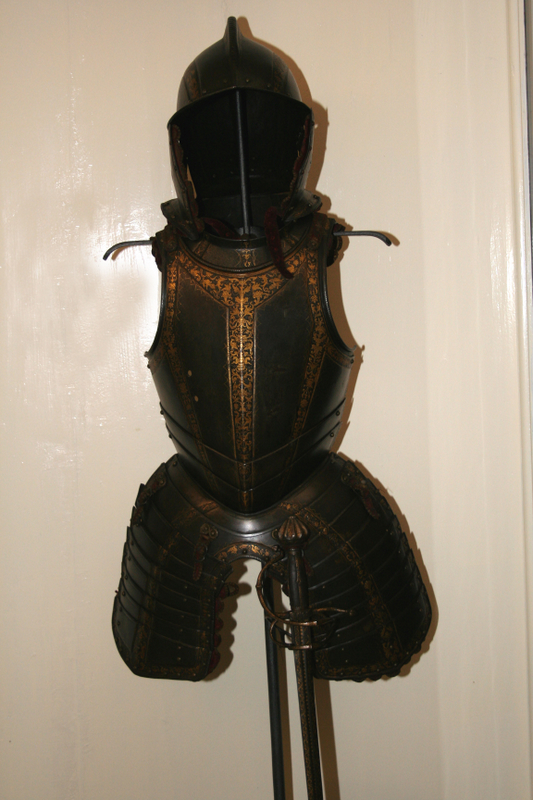
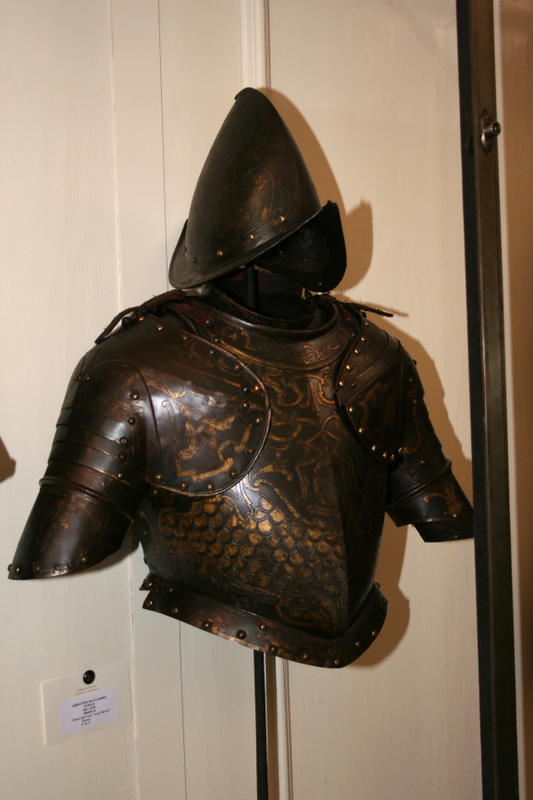
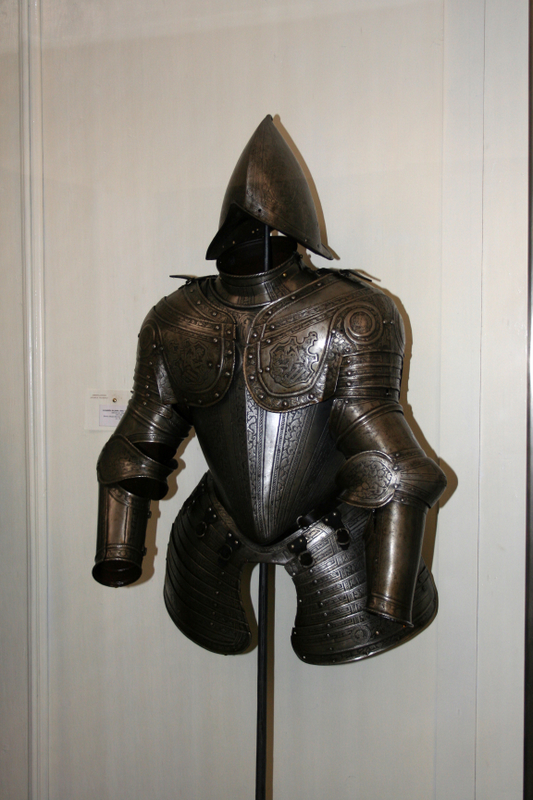
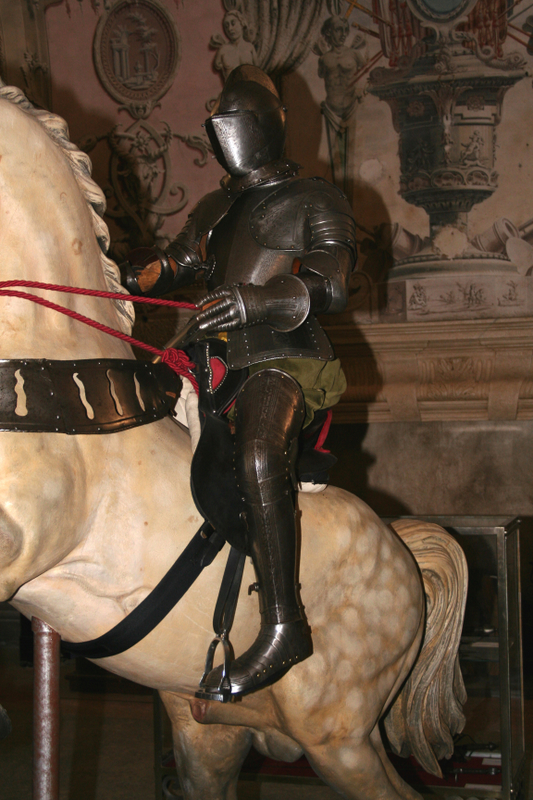
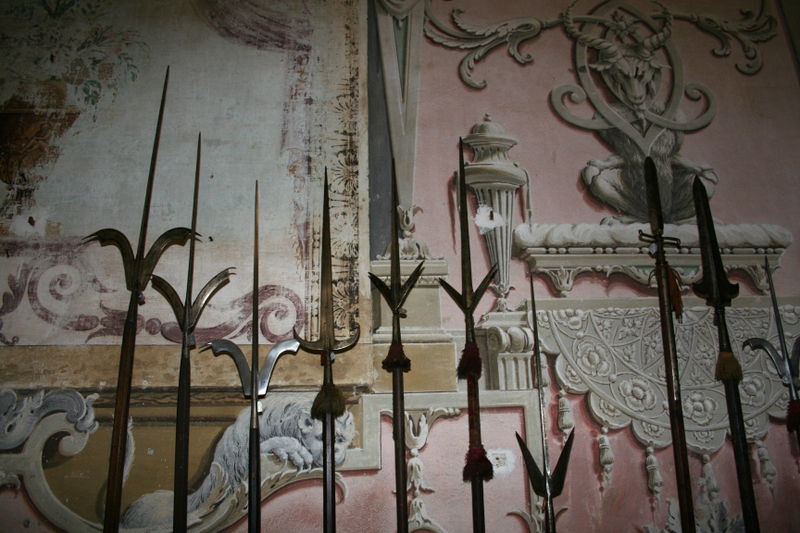
Armi in asta
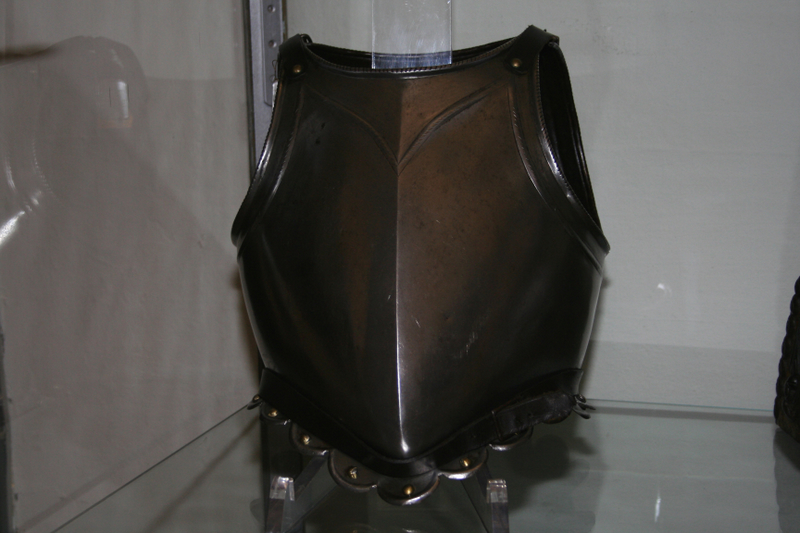
Armi da bambino
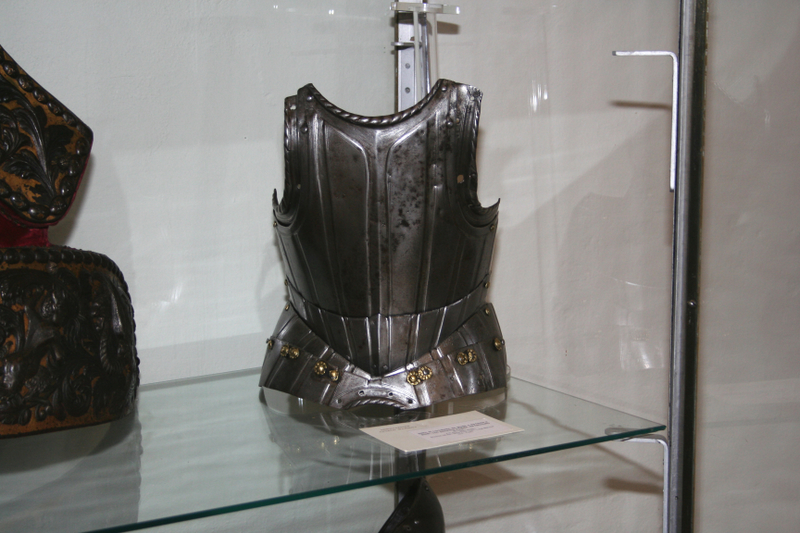
Armi da bambino